# Eugen Rosenstock-Huessy
Eugen Rosenstock-Huessy, właśc. Eugen Rosenstock-Hüssy (ur. 6 lipca 1888 w Berlinie jako Eugen Rosenstock, zm. 24 lutego 1973 w Norwich) – amerykańsko-niemiecki prawnik, historyk i filozof.

## Życiorys
Uczył się w Joachimsthal Gymnasium, następnie kształcił się na uniwersytetach w Berlinie, Heidelbergu i Zurychu. Na Uniwersytecie w Heidelbergu obronił dwa doktoraty – w latach 1909 i 1923 z zakresu odpowiednio prawa i filozofii. W 1912 roku został wykładowcą historii oraz prawa konstytucyjnego na Uniwersytecie w Lipsku; był także najmłodszym w Niemczech naukowcem z tytułem Privatdozenta.
Na początku 1914 roku udał się do Florencji w celach naukowych; jeszcze przed wybuchem I wojny światowej poślubił Szwajcarkę Margrit Hüssy, która wówczas studiowała historię sztuki. Podczas konfliktu Rosenstock został zmobilizowany do Armii Cesarstwa Niemieckiego, stacjonował wówczas na froncie zachodnim jako porucznik artylerii konnej. Po I wojnie światowej należał do redakcji czasopism „Daimler Werkzeitung” oraz „Die Kreatur”.
W 1921 roku założył instytucję Akademie der Arbeit i kierował nią przez dwa lata; instytucja ta kształciła robotników. Wykładał także na Uniwersytecie Technicznym w Darmstadt, a od 1923 roku był profesorem zwyczajnym historii prawa niemieckiego na Uniwersytecie Wrocławskim. 30 stycznia 1933 roku, w dniu objęcia urzędu kanclerza Niemiec przez Adolfa Hitlera, Rosenstock-Hüssy opuścił Niemcy; wyemigrował do Stanów Zjednoczonych, gdzie objął posadę wykładowcy niemieckiej kultury i sztuki na Uniwersytecie Harvarda. W 1935 roku został profesorem filozofii społecznej na Dartmouth College, gdzie wykładał do przejścia na emeryturę w 1957 roku. Po II wojnie światowej wizytował w licznych amerykańskich i niemieckich uniwersytetach.

## Wybrane publikacje[2][1]
- Die Hochzeit des Krieges und der Revolution (1920)
- Königshaus und Stämme in Deutschland zwischen 911 und 1250 (1923)
- Angewandte Seelenkunde (1924)
- Das Alter der Kirche (1927–1928; wspólnie z Josephem Wittigiem)
- Die Europäischen Revolutionen--Volkscharaktere und Staatenbildung (1931)
- Out of Revolution: Autobiography of Western Man (1938)
- The Christian Future or the Modern Mind Outrun (1946)
- Soziologie (1956–1958; 2 tomy)
- Die Sprache des Menschengeschlechts: Eine Leibhaftige Grammatik in Vier Teilen (1963–1964; 2 tomy)

## Życie prywatne
Syn bankiera Theodora i Pauli – córki dyrektora żydowskiej szkoły w Wolfenbüttel, miał kilkoro rodzeństwa. W 1914 roku poślubił Szwajcarkę Margrit Hüssy (zm. 1959), z tego związku w 1921 roku urodził się syn Hans. W 1925 roku małżonkowie zmienili swoje nazwiska na dwuczłonowe Rosenstock-Hüssy.
Początkowo wychowywał się w wierze żydowskiej, jednak w wieku 17 lat przeszedł na protestantyzm.